# Galileo (sonda)
Galileo byla americká planetární sonda, určená k průzkumu planety Jupiter, jejího okolí a systému jejích měsíců, především čtyř velkých tzv. Galileových. Sonda byla pojmenována na počest renezančního italského vědce a technika Galilea Galileiho, který objevil čtyři největší měsíce Jupiteru.
Start sondy byl naplánován na 18. října 1989, tehdy sonda vzlétla společně s misí STS-34. K Jupiteru pak úspěšně dorazila 7. prosince 1995. Po následující léta zkoumala Jupiter a jeho měsíce. Ukončena byla až 21. září 2003, kdy vstoupila do atmosféry Jupiteru a shořela.

## Popis sondy
Sondu postavila firma Hughes Aircraft Corp., Los Angeles, CA (USA), přístrojové vybavení koordinovala NASA Jet Propulsion Laboratory (JPL), Pasadena, CA (USA), která ji též provozovala pro NASA Headquarters, Office of Space Science and Applications (OSSA), Washington, DC (USA) a Deutsches Zentrum für Luft- und Raumfahrt (DLR), Köln am Rhein (Německo).
Během vzletu sestávala z družicové části, která později byla navedena na oběžnou dráhu kolem Jupiteru, a malé atmosférické sondy Galileo Atmosphery Probe (označení COSPAR 1989-084E), určené pro přímý průzkum vrchní atmosféry této planety.

### Družicová část

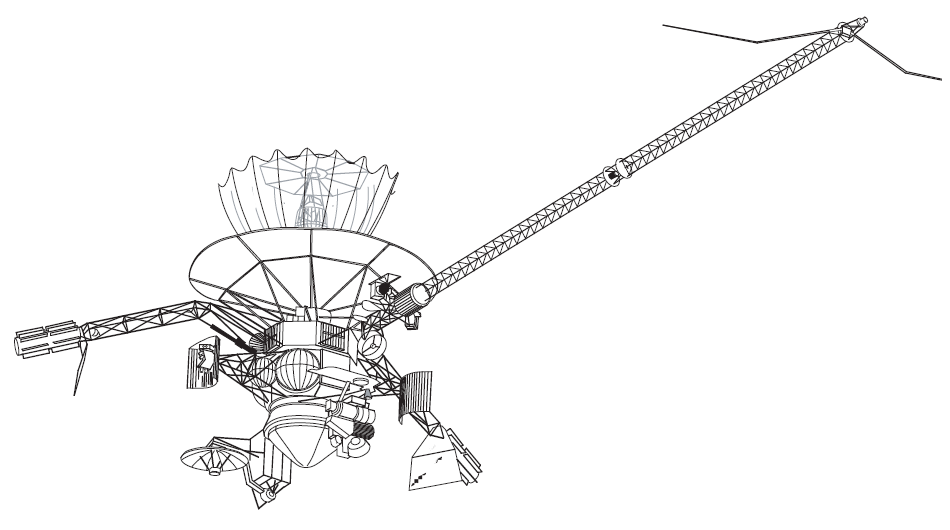
Nákres sondy Galileo

Družicovou část tvořila rotací 3,25 až 10,5 obr/min nebo tříose stabilizovaná sonda typu HS-373 o maximální průměru 4,6 m a výšce 9 m. Sestávala ze dvou úseků spojených otočným propojovacím uzlem se servosystémem SBA (Spin-Bearing Assembly), a to:
- přístrojový úsek ve tvaru nízkého šestibokého hranolu, nad nímž byla posazena parabolická směrová anténa z tenké molybdenové síťky o průměru 4,6 m, se třemi výklopnými rameny;
- stabilizovaný úsek válcového tvaru s výklopnou směrovanou plošinou a směrovatelnou anténou o průměru 1,1 m pro spojení s atmosférickou sondou.

Na spodní straně stabilizovaného úseku byla usazena kuželovitá atmosférická sonda (popis viz dále). Na bocích přístrojového úseku byla zavěšena tři výklopná ramena. Nejdelší o délce 10,9 m neslo čidla magnetometrů umístěná na jejím konci a v jejím středu a antény detektoru plazmových vln, dvě kratší o délce 5 m pak nesla dva radioizotopové termoelektrické generátory RTG (Radioisotope Thermoelectric Generator) s celkem 25 kg oxidu plutoničitého 238PuO2 pro dodávku elektrické energie (příkon na počátku letu 570 W). Družicová část nesla tyto přístroje:

#### Přístroje pro optická a spektroskopická pozorování
- - přístroje umístěné na otočné stabilizované plošině:
    - televizní kamera SSI (Solid State Imaging System) s detektory typu CCD (Charge Coupled Device) (800×800 bodů, spektrální obor 300 až 650 a 700 až 1000 nm, expoziční časy od 4,167 ms do 51,2 s) připojená k dalekohledu Casesgrainova uspořádání (ohnisková délka 1500 mm, průměr 250 mm, stavební délka 900 mm, světelnost f/8,5, zorný úhel 0,46°, úhlové rozlišení 10,16 µrad/pixel) a vybavena osmipolohovým karuselem s barevnými filtry pro viditelnou a blízkou infračervenou oblast (středy pásem 404, 559, 671, 727, 756, 889 a 986 nm) a jeden bezbarvý filtr (610±220 nm);
    - mapující infračervený mřížkový spektrometr NIMS (Near-Infrared Mapping Spectrometer) se 17 detektory (15 InSb a 2 Si) chlazenými na teplotu 64 K pro studium chemického složení atmosféry planety a povrchu měsíců připojený k dalekohledu Ritchey-Chretienova uspořádání (ohnisková délka 800 mm, průměr 228 mm, světelnost f/3,5, rozlišení 5 až 30 km);
    - ultrafialový mřížkový Ebert-Fastieův spektrometr UVS (Ultra-Violet Spectrometer) se 3 fotonásobiči (spektrální oblast 113 až 432 nm, spektrální rozlišení 0,7 nm pod 190 nm, 1,3 nm nad 490 nm) připojená k dalekohledu Cassegrain-Dall-Kirkhamova uspořádání (ohnisková délka 250 mm, světelnost f/5) pro studium chemického složení atmosféry planety;
    - integrovaný fotopolarimetr a radiometr PPR (Photopolarimeter-Radiometer) (spektrální obor 0,4 až 45 µm) připojený k dalekohledu uspořádání Cassegrain-Dall-Kirkham (průměr 100 mm, ohnisková délka 500 mm, zorný úhel 0,14°) určený pro zjišťování aerosolových částic v atmosféře Jupiteru, chemického složení atmosféry a oblaků planety a tepelné rovnováhy atmosféry planety, který tvořily:
      - fotopolarimetr (v fotopolarimetrickém režimu 3 kanály v pásmech 410,0, 678,5, a 944,6 nm, ve fotometrickém režimu 7 kanálů v pásmech 618,7, 633,3, 648,0, 788,7, 829,3, 840,3 a 891,8 nm);
      - radiometr (5 kanálů v pásmech 16,8, 21,0, 27,5, 35,5 a 45 µm);

  - přístroj umístěný na rotujícím úseku:
    - spektrometr pro oblast extrémního ultrafialového záření EUVS (Extreme UltraViolet Sprectrometer) (128 kanálů, spektrální rozsah 54 až 128 nm, šířka kanálu 0,59 nm, spektrální rozlišení 3,5 nm pro plošné, resp. 1,5 nm pro bodové zdroje, úhlové rozlišení 0.17×0.87°) určený především pro studium plazmového toroidu na dráze měsíce Io;

#### Přístroje pro studium magnetických polí a korpuskulárního záření
Přístroje pro studium magnetických polí a korpuskulárního záření byly umístěné na dlouhém výklopném rameni či na jeho základně, byly to:
- - magnetometr MAG (Magnetometer) pro studium meziplanetárního a planetárních magnetických polí tvořený 6 cívkovými detektory (3 ve středu ramene s citlivostí ±512 nT resp. ±16 384 nT, 3 na jeho konci s citlivostí ±32 nT resp. ±512 nT) a kalibračními cívkami;
  - spektrometr plazmových vln PWS (Plasma Wave Spectrometer) vybavený rozkládací dipólovou anténou o rozpětí 6,6 m, umístěnou příčně na konci ramene a 2 cívkovými anténami na stěžni velké parabolické antény (258 kanálů, frekvenční rozsah 5,62 Hz až 5,65 MHz u dipólové antény, 5 Hz až 3,5 kHz resp. 1 až 50 kHz u cívkových antén);
  - analyzátor plazmatu PLS [=Plasma Instrument], který tvořily:
    - čtyři elektrostatické analyzátory (64 kanálů v rozsahu od 0,9 eV do 52 keV, časové rozlišení 0,5 s);
    - čtyři hmotové spektrometry (schopné detekovat ionty H+, H2+/He++, He+, O++, O+/S++, Na+, S+, K+ a SO2+);

  - detektor mikrometeoroidů DDS (Dust Detector System) (efektivní účinná plocha 0,1 m2, citlivost od 0,1 fg do 1 µg);
  - detektor energetických nabitých částic EPD [=Energetic Particles Detector], který tvořily:
    - částicový teleskop s 8 křemíkovými polovodičovými detektory nízkoenergetických částic v magnetosféře LEMMS (Low-Energy Magnetospheric Measurements System) (32 kanálů, elektrony od 15 keV do >11 MeV, ionty od 22 keV do 55 MeV);
    - analyzátor izotopového složení CMS (Composition Measurements System) tvořený dvěma dalekohledy:
      - teleskop TOF (Time-of-Flight) (13 kanálů, jádra vodíku 80 keV až 1,25 MeV, jádra He od 27 keV/u až 1,0 MeV/u, jádra O od 12 do 522 keV/u, jádra S od 16 do 310 keV/u, jádra Fe od 20 do 200 keV/u);
      - teleskop diferenciální energie (13 kanálů, jádra He od 0,19 do 1,4 MeV/u, jádra O od 0,16 do 10,7 MeV/u, jádra Na od 1,0 do 11,7 MeV/u a jádra Fe od 0,22 do 15,0 MeV/u);

  - detektor těžkých iontů HIC (Heavy Ion Counter) tvořený dvěma teleskopy (rozsah protonových čísel od 6 (C) do 28 (Ni), energetický rozsah od 6 do >200 MeV/u) ;

#### Experimenty využívající rádiového vysílače sondy RS (Radio Science)
- - vlastnosti plazmatu a nehomogenit slunečního větru v meziplanetárním prostředí;
  - studium vlastností atmosféry a ionosféry planety a měsíců v průběhu rádiového zákrytu sondy;
  - stanovení hmotností měsíců Jupiteru;
  - hledání gravitačních vln o velmi nízkých frekvencích;
  - studium sluneční koróny v průběhu konjunkce sondy se Sluncem.

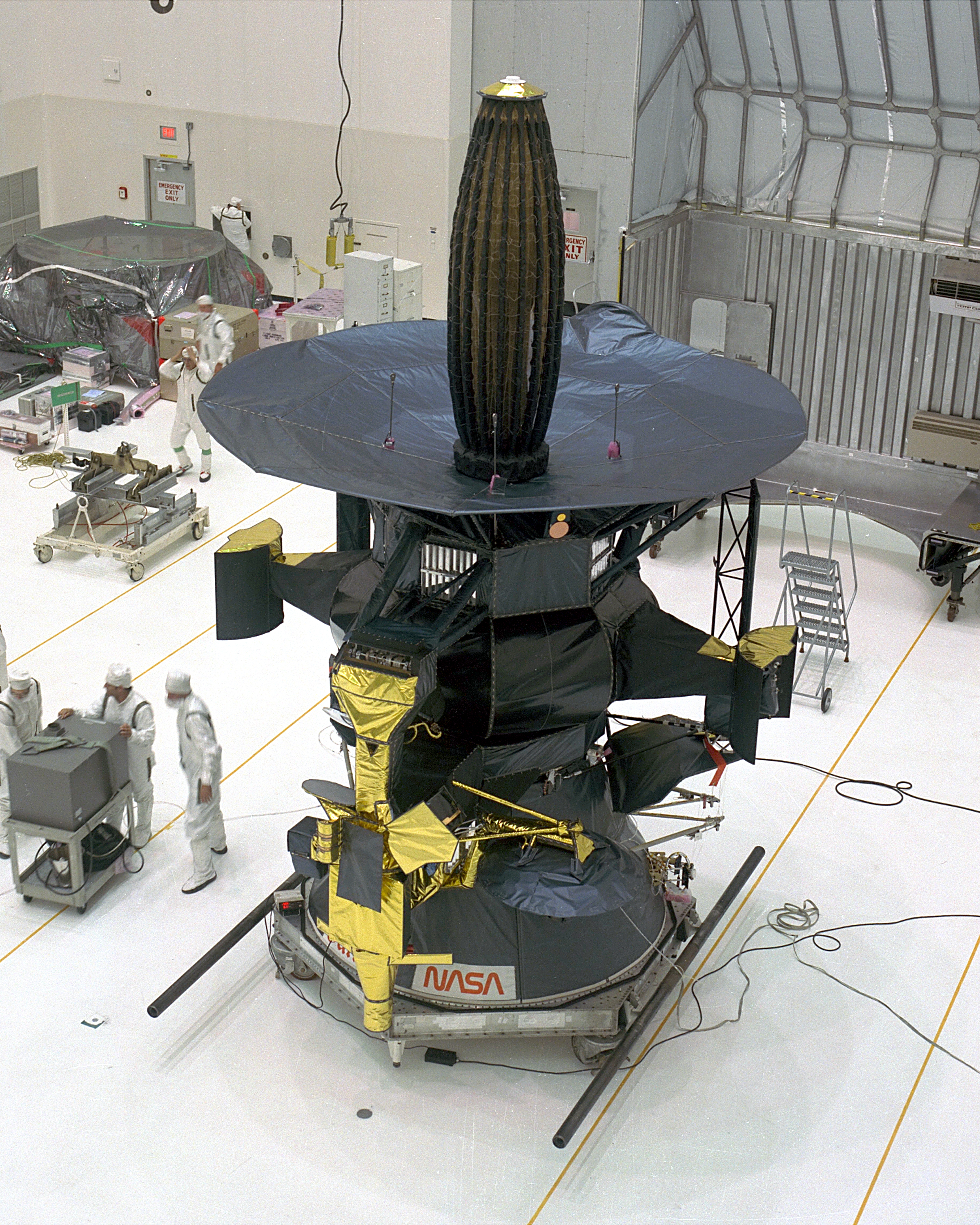
Sonda Galileo se připravuje na připojení k urychlovacímu stupni

Systémy sondy byly řízeny palubním počítačem s 16bitovým mikroprocesorem ATAC-16MS. Pro záznam naměřených vědeckých dat sloužila magnetopásková paměť s kapacitou 900 Mbit. Hlavní telemetrický systém pracující v pásmu X (8,422 GHz) měl pracovat přes velkou parabolickou anténu (typická rychlost přenosu od Jupiteru 134 kbit/s). Záložní telemetrický systém pracující v pásmu S (2,297 GHz) využíval dvě všesměrové antény, z nichž jedna byla umístěna na konci centrálního stěžně parabolické antény, druhá na jednom výklopném rameni s RTG. Povelový přijímač pracoval v pásmu S (2,115 GHz). Spojení s atmosférickou sondou se provozovalo v pásmu L. Pro navedení na dráhu kolem Jupiteru sloužil hlavní motor S400 o tahu 400 N na dvousložkové hypergolické kapalné pohonné látky (monomethylhydrazin a oxid dusičitý, celkem 925 kg) skladované ve čtyřech nádržích s přetlakovou dopravou stlačeným héliem. Pro běžné korekce dráhy sloužil systém 12 motorků o tahu 10 N zásobovaných ze stejných nádrží.
Pro spojení se sondou se využívaly pozemní stanice systému DSN (Deep Space Network). Hlavní řídicí středisko se nacházelo v areálu NASA Jet Propulsion Laboratory (JPL), Pasadena, CA (USA).

### Atmosférická sonda
Atmosférická sonda měla tvar kužele o maximálním průměru 1,25 m a výšce 0,86 m. Z celkové hmotnosti připadalo 152 kg na ablativní tepelný štít z fenolové pryskyřice, který kryl větší část povrchu. Mohl vydržet krátkodobě teploty až 14 000 °C a izoloval 65× dokonaleji než domácí termoska. Na palubě byly umístěny následující experimenty, jako užitečné zatížení o celkové hmotnosti 28 kg:
- neutrální hmotnostní spektrometr pro studium chemického složení atmosféry NMS (Neutral Mass Spectrometer) (detekce He, H2O, CH4, NH3, dalších atomů a molekul s hmotností od 1 do 52 u a vybraných těžších atomů jako jsou Kr a Xe, tj. 84 u a 131 u, rozsah tlaku okolního prostředí 0,01 až 1 MPa);
- soubor čidel pro přímé měření teploty, tlaku a nepřímé stanovení hustoty a průměrné molekulové hmotnosti atmosféry v závislosti na výšce ASI (Atmospheric Structure Instrument), který tvořily:
  - akcelerometry pro měření atmosférického brzdění;
  - teploměr;
  - tlakoměr;
- nefelometr NEP (Nephelometer) pro studium velikosti, distribuce a fyzikálních charakteristik částic v oblacích na základě rozptylu infračerveného záření (vlnová délka 900 nm, rozsah tlaku okolního prostředí 0,01 až 1 MPa);
- infračervený interferometr pro stanovení koncentrace hélia v atmosféře HAD (Helium Abundance Detector) (rozsah měření od 0,3 do 0,8 MPa, relativní přesnost 0,1 %);
- mnohakanálový radiometr pro měření tepelné energie v atmosféře NFR (Net-flux Radiometer) (0,3-3,0, 0,3-2000, 20-30, 30-40 a 40-60 µm, měření v rozsahu tlaků 0,01 až 1 MPa);
- detektor bouřkových elektrických výbojů LRD (Lightning and Radio Emission Detector), se dvěma detekčními systémy:
  - elektromagnetický rádiový detektor (frekvenční pásma 3, 15 a 100 kHz) pro detekci rádiového šumu a změn magnetického pole;
  - optický detektor s fotodiodou pro registraci světelných záblesků;
- osmikanálový detektor energetických částic EPI (Energetic Particle Investigation) (3 kanály pro elektrony, 3 kanály pro protony, 1 kanál pro částice alfa, 1 kanál pro těžší ionty).

Sestupový systém sestával z brzdícího a stabilizačního padáku a nosného padáku z dakronu a kevlaru o průměru 2,5 m. Elektrickou energii dodávaly lithiumsulfonylové akumulátory s celkovou kapacitou 21 Ah, vlastní raketový pohon nebyl instalován. Životnost pouzdra omezovaly:
- mechanická a tepelná odolnost (při pozemních zkouškách v r. 1983 do 60 °C vnitřní teploty a tlaku do 1,6 MPa, vypočtená odolnost do 2,0 MPa, k poškození neutrálního hmotnostního spektrometru došlo až při 2,1 MPa);
- kapacita akumulátorů (z výroby 21 Ah, při příletu k Jupiteru asi 20 Ah, tj. 74 min sestupu);
- družicová část sondy Galileo měla na příjem dat nejvýše 75 minut a pak se musela věnovat jiné aktivitě.

Přenos dat na mateřskou sondu se uskutečňoval na dvou frekvencích v pásmu L (1,3870 a 1,3871 GHz, rychlost přenosu 256 bit/s). Ultrastabilní oscilátor udržoval konstantní frekvenci signálů, takže z Dopplerova posuvu bylo možné odvodit data o rychlosti větru a směru pohybu pouzdra.

## Průběh letu

### Start

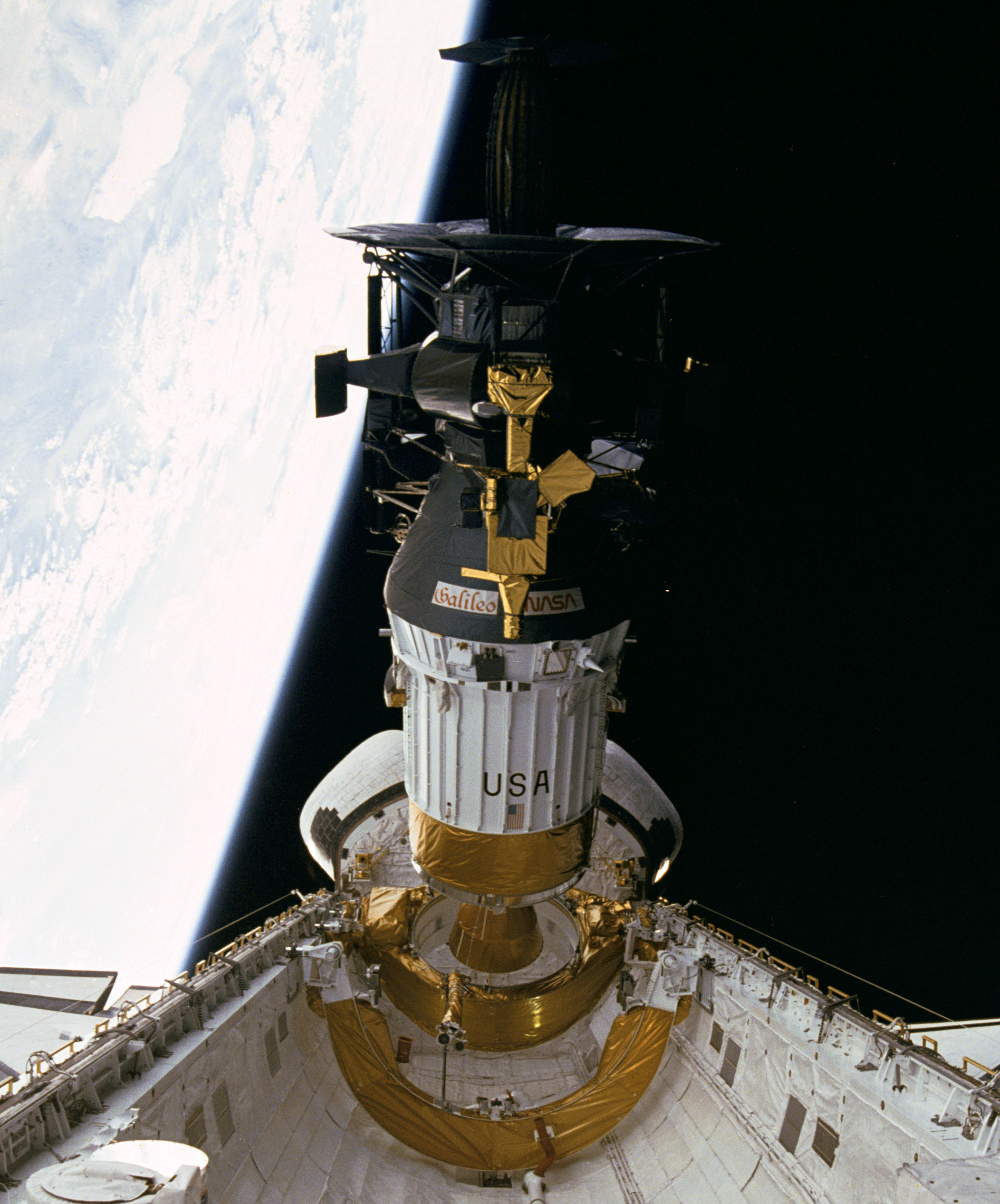
Vypuštění z nákladového prostoru raketoplánu

Kompletní sonda vzlétla z kosmodromu Kennedy Space Center na Floridě 18. října 1989 v 16:53:40 světového času (UT) na palubě raketoplánu Atlantis při letu STS-34. Ve 23:15:03 UT téhož dne byla společně s dvoustupňovou urychlovací raketou IUS vypuštěna z nákladového prostoru raketoplánu Atlantis na samostatnou dráhu. V 00:24 UT dne 19. října 1989 byla po devítiminutové práci IUS navedena na meziplanetární dráhu směrem k Venuši.

### Meziplanetární přelet
Vzhledem k nepostačujícímu výkonu IUS bylo totiž nutno použít k přeletu k Jupiteru velmi komplikované dráhy, označované VEEGA (Venus-Earth-Earth Gravity Assist) s postupnými gravitačními manévry u Venuše a dvou u Země.

#### Gravitační manévr u Venuše
Dne 10. února 1990 v 05:58:48 UT, pouhých 18 sekund před plánovaným okamžikem, prolétla sonda ve vzdálenosti 21 493 km od středu planety Venuše (přibližně 16 000 km nad jejím povrchem). Chyba zacílení nepřevyšovala 5 km. Gravitačním manévrem se zvýšila rychlost sondy o 3,59 km/s (plán 2,2 km/s). Během průletu bylo pořízeno 81 snímků oblačnosti, které byly zaznamenány do palubní paměti. Tři z nich byly ve velmi zpomaleném módu odvysílány přes všesměrovou anténu ihned. Byly pořízeny též infračervené snímky Venuše přístrojem NIMS. Přístroj PWS detekoval elektromagnetické pulsy pocházející od Venuše.

#### První gravitační manévr u Země
Dne 8. prosince 1990 ve 20:34:34 UT sonda prolétla v minimální vzdálenosti 938 km (plán 949 km) kolem Země. Chyba v čase průletu byla přibližně 0,5 s. Gravitačním manévrem byla zvýšena o 5,2 km/s heliocentrická rychlost sondy. Přístroje PWS detekovaly radiační pásy Země, NIMS pozoroval oblaka v atmosféře a UVS stav ozónové vrstvy v oblasti jižního pólu.
Dne 11. dubna 1991 byl na sondu vyslán povel k rozevření velké parabolické antény. Telemetrická data však ukázala, že tři až pět z 18 žeber z grafitového laminátu zůstalo přichyceno k centrální tyči. To znamenalo omezení přenosové kapacity sondy a redukci především obrazových dat.

#### Setkání s planetkou Gaspra

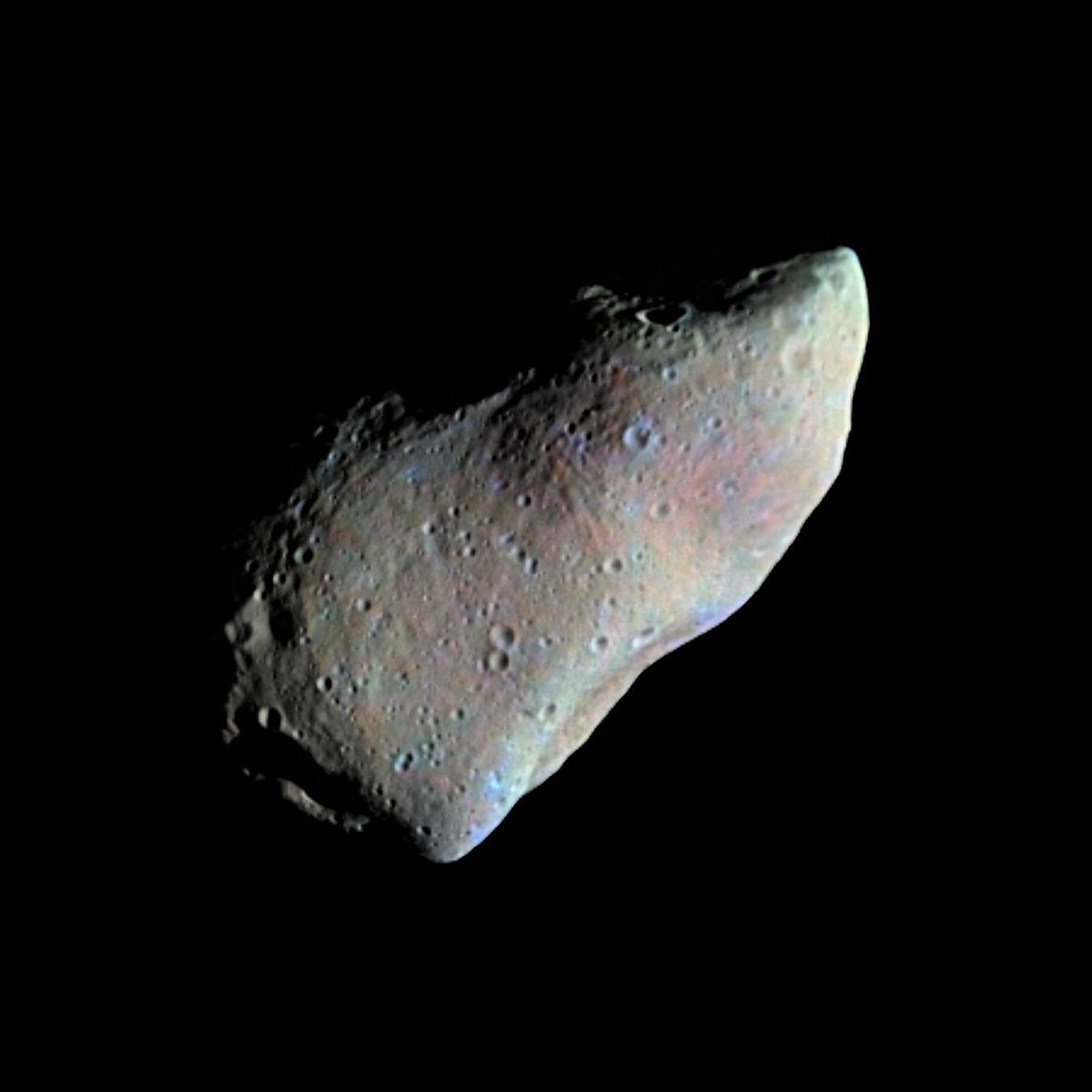
Planetka Gaspra

Dne 29. října 1991 ve 22:36:40 UT sonda proletěla ve vzdálenosti 1 600 km od planetky (951) Gaspra, přičemž dosažená přesnost navigace byla lepší než 5 km a 1,5 s. Podařilo se pořídit celkem 150 fotografií, které byly uloženy do palubní paměti a byly později vyslány při přiblížení k Zemi v prosinci 1992. Ze snímků vyplynulo, že planetka má nepravidelný tvar o rozměrech 18×10×9 km a dobu rotace 7 h. Detektor mikrometeoroidů DDS nezaregistroval v okolí planetky zvýšení počtu prachových částic očekávané podle některých teorií. Tepelná setrvačnost povrchu stanovená z měření spektrometrem NIMS [=Near-Infrared Mapping Spectrometer] potvrdila přítomnost slabé, asi 1 m silné vrstvy regolitu. Největší z asi 600 pozorovaných kráterů má průměr 1,5 km. Magnetometr během průletu kolem planetky zaregistroval malé změny meziplanetárního magnetického pole.

#### Druhý gravitační manévr u Země
Dne 8. prosince 1992 v 15:09 UT sonda prolétla nad jižní částí Atlantského oceánu ve vzdálenosti jen 304 km od zemského povrchu. Tímto manévrem byla zvýšena její rychlost o 3,7 km/s (výsledná heliocentrická rychlost 38,99 km/s) a bylo tak zajištěno, že sonda dosáhne planety Jupiter. Průlet byl mimořádně přesný (odchylka jen 0,7 km), takže se podařilo ušetřit značné množství pohonných látek. Průletu bylo využito k vědeckému výzkumu Země, při kterém se uplatnila jak kamera SSI (70 snímků jihoamerických And a Kordiller mělo rozlišení až 10 m), tak spektrometr NIMS pro studium horních vrstev atmosféry. Nad Antarktidou byla zjištěna stratosférická oblaka s ledovými krystalky o rozměrech kolem 20 μm, katalyzující zřejmě destrukci ozónové vrstvy. Také pozorování spektrometrem UVS byla cenná pro studium problematiky ozónové díry.

#### Setkání splanetkou Ida

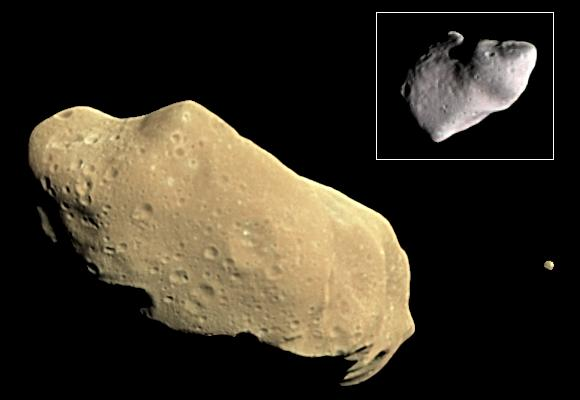
Planetka Ida se satelitem Dactyl

Dne 28. srpna 1993 v 16:52 UT sonda prolétla ve vzdálenosti 2 410 km (navigační odchylka pouhých 40 km, 4 s) od planetky (243) Ida relativní rychlostí 12,4 km/s. Podle získaných údajů má rozměry 56×54×21 km a periodu rotace 4 h 38 min. Celkem bylo získáno asi 150 snímků. Spektrometr NIMS potvrdil přítomnost vrstvy regolitu a skutečnost, že planetka je složena z více různých objektů. V únoru 1994 byl na snímcích identifikován malý satelit této planetky, předběžně označený 1993 (243) 1 a později pojmenovaný Dactyl. Má vejčitý tvar o rozměru 1,6×1,4×1,2 km a byl zaznamenán ve vzdálenosti kolem 90 km od mateřského tělesa. Detailní snímek s rozlišením 39 m, pořízený 4 min před průletem a vyslaný na Zemi 8. června 1994 na něm ukazuje desítky kráterů větších než 80 m (maximální průměr 300 m). Zajímavé bylo rovněž zjištění, že meziplanetární magnetické pole bylo v okolí planetky porušené, podobně jako u planetky (951) Gaspra.

### Činnost u Jupiteru
Ve dnech 17. až 22. července 1994 se sonda, v té době vzdálená 238 mil. km od Jupiteru, podílela na snímkování pádu komety Shoemaker-Levy 9 do atmosféry Jupiteru společně s pozemními observatořemi a kosmickým dalekohledem HST.
Dne 13. července 1995 v 05:30 UT se od mateřské sondy oddělilo atmosférické pouzdro. V té době byla sonda na cestě 2 240 dní a nacházela se 82,5 mil. km od Jupiteru a 664 mil. km od Země.

#### Přílet k Jupiteru
Dne 7. prosince 1995 v 17:45:44 UT sonda prolétla ve vzdálenosti 892 km od povrchu měsíce Io. Šlo o kritický okamžik celé výpravy, protože gravitační manévr u tohoto měsíce byl nutný pro zbrzdění asi o pětinu potřebné změny rychlosti (175 m/s). Velmi záleželo na přesnosti průletu, protože při větší vzdálenosti by bylo zapotřebí příliš velké množství pohonných látek, které by při pozdější činnosti družicového modulu chybělo. Výsledek byl perfektní. Ve 21:53 UT sonda prolétla perijovem dráhy ve vzdálenosti 214 570 km nad horní hranicí oblačnosti Jupiteru, 285 590 km od středu planety. Ve 22:06 UT sonda přijala první signály z atmosférického pouzdra. Signál, předaný dále, letěl k Zemi 52 min.

#### Měření atmosférické sondy
Dne 7. prosince 1995 ve 22:04:05 UT vstoupila atmosférická sonda do atmosféry rychlostí 47 km/s nad terminátorem v rovníkové oblasti Jupiteru (6,57° s. š., 4,94° z. d.) pod úhlem 8,6° k horizontále (úhel o 1,5° menší by vedl k odrazu do prostoru, o 1,5° větší k předčasnému shoření).
Během první minuty dosáhlo přetížení asi 230 G a tepelný štít se rozžhavil na 14 000 °C. Během další minuty rychlost poklesla asi na 0,5 km/s, tj. pod hranici místní rychlosti zvuku. Maximální dynamické zatížení dosáhlo 5×105 N/m2, tepelné 42 kW/cm2. Odtavilo se 85 kg ablativního ochranného štítu z fenolových pryskyřic. Začátek měření byl o 53 s opožděn a začal na úrovni atmosférického tlaku 350 hPa místo 100 hPa. Ve 22:06 UT byl v hloubce asi 40 km uvolněn nejprve brzdicí a stabilizační padák a několik sekund poté i nosný padák. Pak se oddělil ohořelý tepelný štít, vyklopilo se rameno s nefelometrem a 3 minuty po vstupu do atmosféry se pouzdro zvolna kolébalo na padáku a zahájilo vysílání směrem k družicové části, nacházející se v té době ve výšce 215 000 km. Za místního večerního soumraku prolétalo hnědou mlhou, než se ponořilo do bílých oblaků ztuhlého čpavku. Konečně ve 22:58 UT byl na Zemi přijat s napětím očekávaný signál potvrzující zahájení vysílání atmosférického pouzdra. Kolem 22:45 UT se již sonda nacházela v hloubce kolem 80 km (okolní tlak asi 0,8 MPa), kde teplota dosahovala 37 °C a o deset minut později již v hloubce asi 95 km, svíráno tlakem 1 MPa.
Ve 23:04 UT atmosférická sonda ukončila vysílání. Maximální hloubka, kam se mohlo pouzdro dostat, byla 163 km, kde byla teplota asi 193 °C a tlak 3 MPa. Ve skutečnosti pouzdro vysílalo 57,6 minut, tzn. dosáhlo úrovně teploty 152 °C a tlaku 2,3 MPa, což odpovídalo hloubce kolem 130 km. Kolem 23:49 UT podle odhadů zanikl padák.
Technici odhadli, že asi v 00:30 UT následujícího dne zanikly části atmosférické sondy vyrobené z hliníkových slitin, později i kostra z titanových slitin a nejpozději kolem 07:00 UT pouzdro definitivně přestalo existovat.

#### Navedení na oběžnou dráhu

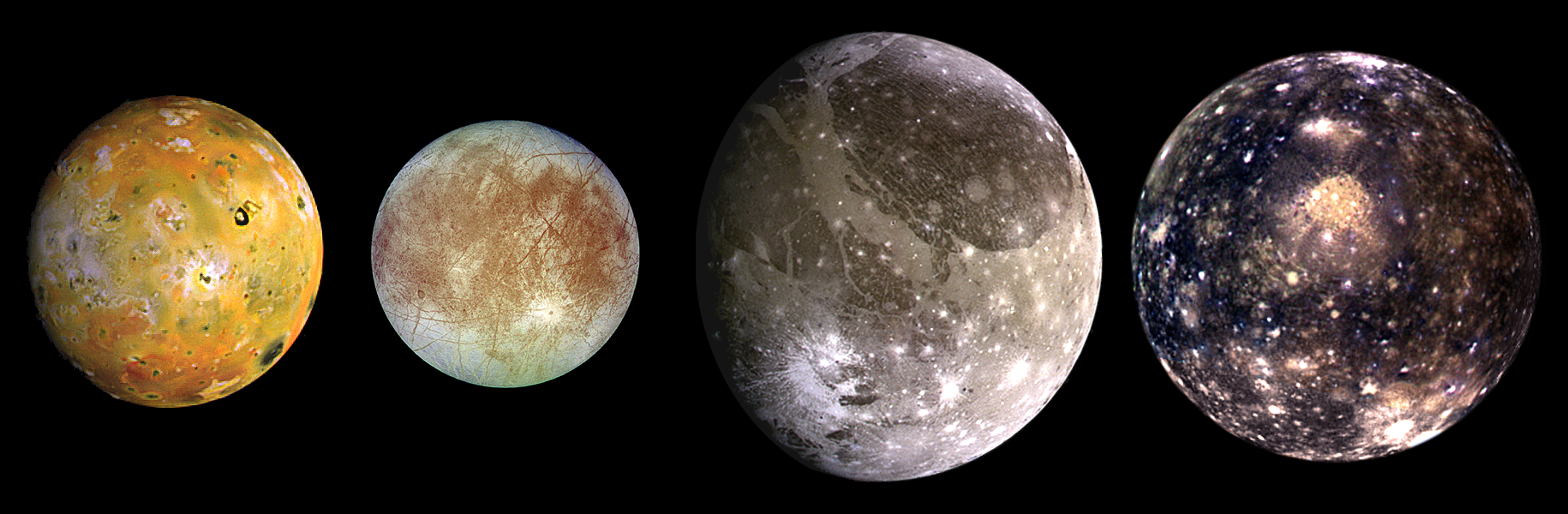
Měsíce Io, Europa, Ganymed a Callisto

Bezprostředně poté začal manévr JOI (Jupiter Orbit Insertion), který se uskutečnil podle předem přijatých instrukcí a kterým mateřská sonda přešla na oběžnou dráhu kolem planety Jupiter. Dne 8. prosince 1995 od 00:27 do 01:16 UT byl zapojen hlavní motor sondy, který zajistil navedení na oběžnou dráhu kolem Jupiteru snížením rychlosti o 644,4 m/s. Sonda se po manévru JOI pohybovala po velmi protáhlé eliptické oběžné dráze se sklonem 5,30° k rovníku planety, s dobou oběhu 198,62 dne. Výška perijova činila 211 489 km a apojova 19 276 188 km. Během zákrytu sondy za planetou se pod dohledem stanice DSN u Madridu, vybavené pro přesné měření frekvence nosné vlny (pětitisícekrát za sekundu) uskutečnila sondáž Jupiterovy atmosféry (profil teploty a tlaku) průchodem rádiových signálů sondy. Nepřesnost v určení středu pásma nosné vlny o šířce 2,5 kHz byla pouhých 37 Hz.

#### Výzkumy z oběžné dráhy
V následujícím období 1996 až 2000 sonda kroužila kolem planety Jupiter po velmi výstředné dráze, přičemž opakovaně uskutečňovala blízké průlety kolem galileovských měsíců Io, Ganymed, Europa a Callisto, které podrobně zkoumala. Průlety byly využívány současně ke gravitačním manévrům, které zajišťovaly postupnou návštěvu dalších měsíců s minimální spotřebou pohonných látek. Vzhledem k dobré činnosti systémů sondy a velkému množství získávaných dat byla mise sondy mnohokrát prodlužována, naposledy koncem dubna 2001.
Celkem vykonala 34 oběhů kolem Jupiteru a během této doby sedmkrát navštívila měsíc Io, osmkrát Callisto, osmkrát Ganymed a dokonce jedenáctkrát měsíc Europa.
| Orbit a název | Periapsida [UTC]            | Vzdalenost periapsidy (km) | Měsic     | Průlet [UTC]                | Vzdalenost (Měsic)         | Poznámky    |
| ------------- | --------------------------- | -------------------------- | --------- | --------------------------- | -------------------------- | ----------- |
| 0             | 7 prosince 1995, 21:53:44   | 286 039                    | Io        | 7 prosince 1995, 17:45:58   | 897,332                    | [ pozn. 1 ] |
| 1 (G1)        | 28 června 1996, 00:31:26    | 788 628                    | Ganymedes | 27 června 1996, 06:29:06    | 835,022                    |             |
| 2 (G2)        | 7 září 1996, 13:37:54       | 761 675                    | Ganymedes | 6 září 1996, 18:59:33       | 261,420                    |             |
| 3 (C3)        | 6 listopadu 1996, 13:31:07  | 658 226                    | Callisto  | 4 listopadu 1996, 13:34:27  | 1135,927                   |             |
| 4 (E4)        | 19 prosince 1996, 03:21:58  | 654 866                    | Europa    | 19 prosince 1996, 06:52:57  | 692,110                    |             |
| 5 (J5)        | 20 leden 1997, 00:26:57     | 646 788                    | -         | -                           | bez blizkého průletu       |             |
| 6 (E6)        | 20 února 1997, 20:54:15     | 651 935                    | Europa    | 20 února 1997, 17:06:10     | 586,374                    |             |
| 7 (G7)        | 4 dubna 1997, 11:03:38      | 652 364                    | Ganymedes | 5 dubna 1997, 07:09:58      | 3101,904                   |             |
| 8 (G8)        | 8 května 1997, 11:41:46     | 663 016                    | Ganymedes | 7 května 1997, 15:56:09     | 1603,199                   |             |
| 9 (C9)        | 27 června 1997, 11:52:22    | 770 040                    | Callisto  | 25 června 1997, 13:47:49    | 418,102                    |             |
| 10 (C10)      | 18 září 1997, 23:10:00      | 655 581                    | Callisto  | 17 září 1997, 00:18:54      | 535,319                    |             |
| 11 (E11)      | 7 listopadu 1997, 00:42:01  | 641 426                    | Europa    | 6 listopadu 1997, 20:31:44  | 2043,299                   |             |
| 12 (E12)      | 16 prosince 1997, 06:34:53  | 629 058                    | Europa    | 16 prosince 1997, 12:03:19  | 201,015                    |             |
| 13 (J13)      | 10 února 1998, 23:09:15     | 633 061                    | Europa    | 10 února 1998, 17:57:32     | 3557,252                   | [ pozn. 2 ] |
| 14 (E14)      | 29 března 1998, 07:59:13    | 631 703                    | Europa    | 29 března 1998, 13:21:05    | 1644,085                   |             |
| 15 (E15)      | 1 června 1998, 02:34:42     | 632 704                    | Europa    | 31 května 1998, 21:12:56    | 2514,501                   |             |
| 16 (E16)      | 21 červenec 1998, 00:17:59  | 632 775                    | Europa    | 21 červenec 1998, 05:03:44  | 1834,200                   | [ pozn. 3 ] |
| 17 (E17)      | 26 září 1998, 08:26:27      | 636 993                    | Europa    | 26 září 1998, 03:54:19      | 3582,385                   |             |
| 18 (E18)      | 22 listopadu 1998, 07:30:52 | 639 352                    | Europa    | 22 listopadu 1998, 11:38:26 | 2270,930                   | [ pozn. 4 ] |
| 19 (E19)      | 1 února 1999, 05:02:10      | 651 220                    | Europa    | 1 února 1999, 02:19:49      | 1439,398                   |             |
| 20 (C20)      | 3 května 1999, 17:00:11     | 670 023                    | Callisto  | 5 května 1999, 13:56:18     | 1321,400                   |             |
| 21 (C21)      | 2 červenec 1999, 05:04:52   | 519 746                    | Callisto  | 30 června 1999, 07:46:49    | 1048,111                   |             |
| 22 (C22)      | 12 srpna 1999, 10:58:31     | 523 106                    | Callisto  | 14 srpna 1999, 08:30:51     | 2299,315                   |             |
| 23 (C23)      | 14 září 1999, 19:57:37      | 467 986                    | Callisto  | 16 září 1999, 17:27:01      | 1052,418                   |             |
| 24 (I24)      | 11 října 1999, 02:02:37     | 396 566                    | Io        | 11 října 1999, 04:33:02     | 611,311                    |             |
| 25 (I25)      | 26 listopadu 1999, 02:08:50 | 405 574                    | Io        | 26 listopadu 1999, 04:05:20 | 300,484                    |             |
| 26 (E26)      | 4 leden 2000, 03:32:51      | 413 295                    | Europa    | 3 leden 2000, 17:59:42      | 351,077                    |             |
| 27 (I27)      | 22 února 2000, 12:30:27     | 418 514                    | Io        | 22 února 2000, 13:46:41     | 197,959                    |             |
| 28 (G28)      | 21 května 2000, 04:52:19    | 477 352                    | Ganymedes | 20 května 2000, 10:10:09    | 808,733                    |             |
| 29 (G29)      | 29 prosince 2000, 03:26:31  | 535 403                    | Ganymedes | 28 prosince 2000, 08:25:26  | 2337,474                   |             |
| 30 (C30)      | 23 května 2001, 17:32:51    | 520 390                    | Callisto  | 25 května 2001, 11:23:57    | 137,899                    |             |
| 31 (I31)      | 6 srpna 2001, 04:52:11      | 423 876                    | Io        | 6 srpna 2001, 04:59:20      | 193,434                    |             |
| 32 (I32)      | 15 října 2001, 23:55:59     | 413 438                    | Io        | 16 října 2001, 01:23:20     | 184,402                    |             |
| 33 (I33)      | 17 leden 2002, 16:22:33     | 396 280                    | Io        | 17 leden 2002, 14:08:28     | 101,510                    | [ pozn. 5 ] |
| 34 (A34)      | 5 listopadu 2002, 07:23:34  | 141 983                    | Amalthea  | 5 listopadu 2002, 06:18:40  | 157,722                    | [ pozn. 6 ] |
| 35 (J35)      | -                           | - 64 342                   | -         | 21 září 2003, 18:57:00      | Zánik v atmosféře Jupiteru |             |

#### Ukončení mise
V roce 2002 se zásoby pohonných látek sondy téměř vyčerpaly. Současně se začaly množit poruchy palubního počítače, způsobené dlouhodobým působením pronikavé radiace v radiačních pásech Jupiteru, kterými sonda opakovaně prolétala, a proto bylo rozhodnuto sondu zlikvidovat jejím cíleným navedením do atmosféry planety, aby se zabránilo jejímu náhodnému pádu na měsíc Europa vzhledem k možnosti jeho kontaminace pozemskými mikroorganismy, což by zkomplikovalo budoucí hledání stop tamního předpokládaného života. Sebevražedného manévru bylo využito k souběžnému průzkumu měsíce Amalthea, který dříve nebyl navštíven, protože se pohybuje v oblasti s velmi vysokou úrovní radiace.
Průlet kolem měsíce Amalthea se uskutečnil 5. listopadu 2002 ve vzdálenosti 160 km. Během průletu sondy kolem měsíce hvězdné čidlo zaznamenalo 9 záblesků, které byly interpretovány jako možný odraz světla od 7 malých objektů, pohybujících se v blízkosti Amalthey.
Po dalším oběhu kolem planety, během něhož se sonda od ní vzdálila až na 26,4 mil. km, sonda 21. září 2003 v 18:57 UT vstoupila rychlostí 48,26 km/s do atmosféry Jupiteru a shořela. Od svého startu do zániku urazila dráhu 4 631 778 000 km.

## Deset nejdůležitějších výsledků mise
1. Přístroje ukázaly, že zastoupení chemických prvků, zejména poměr H:He, v atmosféře Jupitera je odlišné od Slunce, což dokazuje, že se planeta po vzniku z protosolární mlhoviny dále vyvíjela.
2. Poprvé byla pozorována oblaka amoniaku v atmosféře jiné planety.
3. Bylo zjištěno, že vulkanická činnost na měsíci Io je až stokrát intenzivnější než na Zemi a připomíná tak podmínky v dávné minulosti naší planety.
4. Byly prozkoumány složité procesy v ionizované atmosféře Io a zjištěna jejich provázanost s atmosférou Jupiteru.
5. Byly získány nepřímé důkazy podporující teorii o existenci kapalného oceánu pod ledovým příkrovem měsíce Europa.
6. Bylo zjištěno, že Ganymed má vlastní magnetické pole.
7. Měření magnetických polí potvrdila, že na Europě, Ganymedu a Kalisto se vyskytuje vrstva kapalné slané vody.
8. Bylo zjištěno, že tyto tři měsíce mají těsně nad povrchem velmi řídkou atmosféru.
9. Jupiterův systém prstenců je tvořen prachem vyráženým dopady meteoroidů na povrch čtyř vnitřních měsíců. Nejvzdálenější prstenec je ve skutečnosti dvojitý.
10. Galileo jako první sonda důkladně prozkoumal strukturu a procesy probíhající v magnetosféře jiné planety než Země.